# Гинда
Гинда (англ. Ghinda, ጊንዳዕ) — город в провинции Сэмиэн-Кэй-Бахри Эритреи, находится между Асмэрой и Массауа.

## Описание
Это крупный район выращивания фруктов и овощей и центр проживания мусульман-тигре. Город расположен рядом с родниками Сабаргума. Плантации цитрусовых были первоначально насажены итальянцем Карло Каванна (Carlo Cavanna) из Чентенаро (Centenaro), который руководил строительством первой железной дороги в Эритрее во время колониального правления итальянцев.

## Климат
| Показатель              | Янв. | Фев. | Март | Апр. | Май  | Июнь | Июль | Авг. | Сен. | Окт. | Нояб. | Дек. | Год  |
| ----------------------- | ---- | ---- | ---- | ---- | ---- | ---- | ---- | ---- | ---- | ---- | ----- | ---- | ---- |
| Средний максимум, °C    | 28,6 | 29,4 | 31,0 | 32,3 | 33,6 | 34,5 | 31,7 | 31,1 | 32,5 | 31,3 | 29,5  | 28,4 | 31,2 |
| Средняя температура, °C | 21,5 | 22,2 | 23,6 | 25,0 | 26,3 | 27,3 | 25,7 | 25,8 | 25,8 | 24,2 | 23,3  | 21,6 | 24,4 |
| Средний минимум, °C     | 14,5 | 15,1 | 16,3 | 17,7 | 19,0 | 20,1 | 19,7 | 20,6 | 19,2 | 17,1 | 15,2  | 14,8 | 17,4 |
| Норма осадков, мм       | 99   | 113  | 72   | 48   | 26   | 10   | 71   | 58   | 23   | 26   | 52    | 94   | 712  |
| Источник:               |      |      |      |      |      |      |      |      |      |      |       |      |      |